# Мама (филм)
Мама (енгл. Mama) је шпанско–канадски психолошки хорор филм из 2013. године. Режију и сценарио потписује Андрес Мускијети, док је главна улога поверена Џесики Частејн.

## Радња
Викторија и Лили нестају без трага, а њихов стриц Лукас креће у потрагу за њима. После пет година их проналази у напуштеној колиби, у шуми. Његова девојка Анабел их радо прихвата у кућу, али убрзо открива да се са њима уселила и нека зла сила.

## Улоге
| Глумац               | Улога       |
| -------------------- | ----------- |
| Џесика Частејн       | Анабел      |
| Николај Костер-Волдо | Лукас       |
| Данијел Кеш          | др. Дрејфус |